# Dasineura koesterbecki
Dasineura koesterbecki är en tvåvingeart som beskrevs av Stelter 1986. Dasineura koesterbecki ingår i släktet Dasineura och familjen gallmyggor. Inga underarter finns listade i Catalogue of Life.